# Ernst Tengelmann

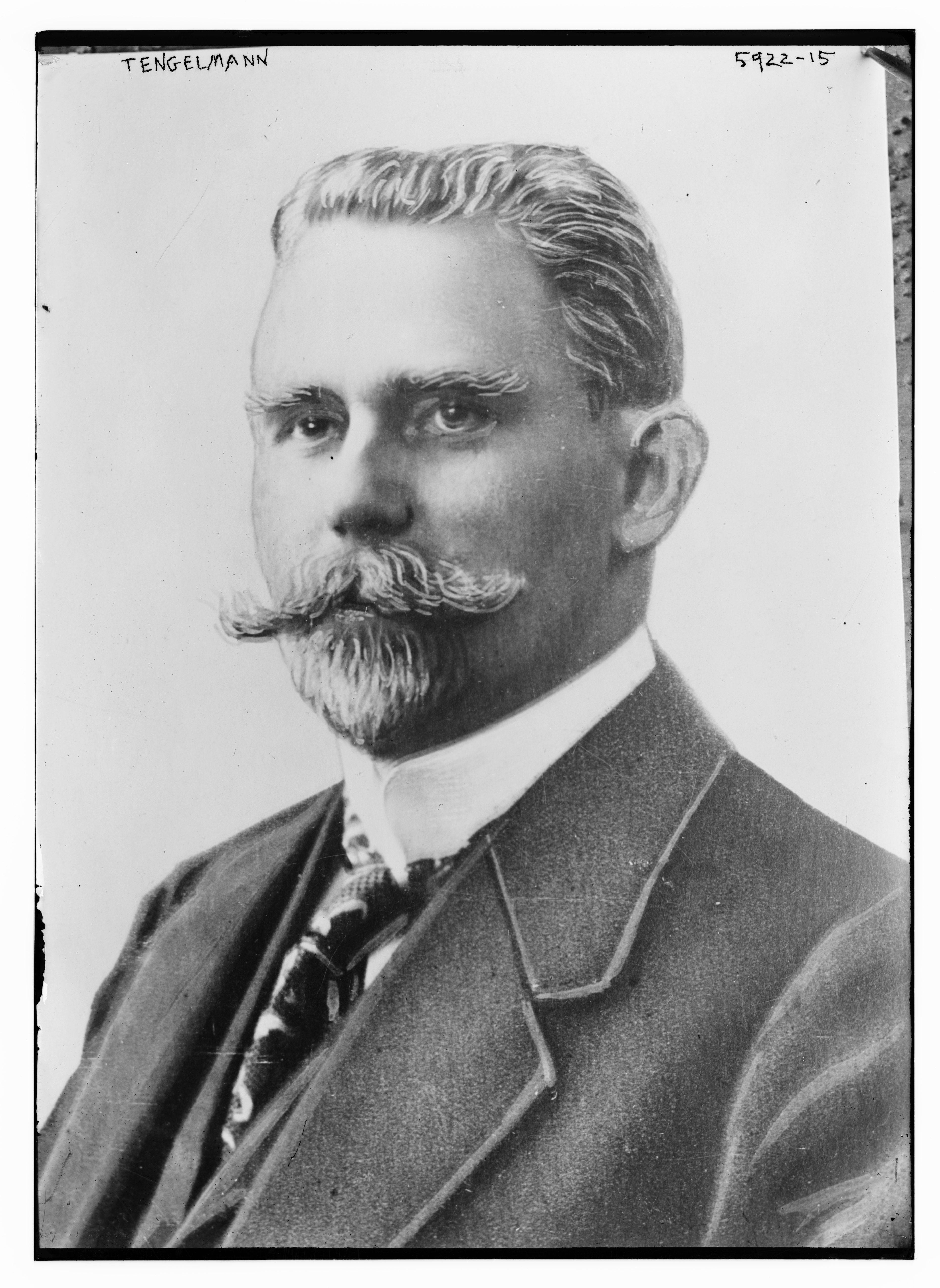
Ernst Tengelmann (um 1900)

Ernst Tengelmann (* 14. Januar 1870 in Somborn, Kreis Bochum; † 30. März 1954 in Essen) war ein deutscher Unternehmer.

## Leben
Nachdem er die Bergschule in Bochum absolviert hatte, war er von 1893 bis 1896 Steiger in Wanne, danach bis 1898 Fahr- und Wettersteiger in Herten und ab 1898 Betriebsführer der Zeche Hercules in Essen.
Ab 1901 war er Grubendirektor und gehörte schließlich dem Vorstand der Essener Steinkohlenbergwerke an. Von 1913 bis 1942 war er Generaldirektor und Vorstandsvorsitzender der Essener Steinkohlenbergwerke AG und Vorstandsvorsitzender der Gelsenkirchener Bergwerks-AG. Neben Carl Hold und Gustav Knepper gehörte er zu den einflussreichsten Größen im Ruhrbergbau der 1930er Jahre. Nach seinem Eintritt in den Ruhestand gehörte er dem Aufsichtsrat der Essener Steinkohlenbergwerke AG an.
Von 1922 bis 1943 war er Präsident der Industrie- und Handelskammer Essen. Von 1913 bis 1945 war er Stadtverordneter in Essen, zunächst für den Nationalen Verein, ab 1924 für die DVP und ab 1934 für die NSDAP. 1919 kandidierte Generaldirektor Tengelmann aus Essen erfolglos auf der gemeinsamen Liste von DNVP, DVP und Nationalem Verein Essen im Wahlkreis 22 (Düsseldorf) zur Wahl der verfassungsgebenden Preußischen Landesversammlung 1919.
Tengelmann war ab 1930 Mitglied der NSDAP. Ebenso arbeiteten seine Söhne Walter und Wilhelm aktiv für die Partei. Er sagte beim Geheimtreffen vom 20. Februar 1933 mit Hitler diesem auch finanzielle Unterstützung zu.